# Rifugio Vajolet
Das Rifugio Vajolet (deutsch Vajolethütte) ist eine Schutzhütte der Società degli Alpinisti Tridentini (SAT) in der Rosengartengruppe im Trentino. Die in der Regel von Mitte Juni bis Mitte September geöffnete Hütte verfügt über 130 Schlafplätze sowie einen Winterraum mit 12 Betten.

## Lage und Umgebung
Das Rifugio Vajolet liegt im zentralen Bereich des Rosengartens im Gemeindegebiet von San Giovanni di Fassa auf 2246 m s.l.m. an der Porte Neigre, einem Sporn, der das obere Vajolet-Tal von der Gardeccia Mulde abgrenzt. Sie steht in unmittelbarer Nähe der Vajolet-Türme (2821 m) und der Rosengartenspitze (2981 m), die sich nord- und südwestlich der Hütte erheben und von der Gartl-Schlucht und der Punta Emma voneinander getrennt sind. Nordöstlich der Hütte befindet sich mit der Cima Scalieret (2887 m) ein weiterer bekannter Berg der zentralen Rosengartengruppe.

## Geschichte
Die Vajolethütte wurde zwischen 1897 und 1898 von der Sektion Leipzig des Deutschen und Österreichischen Alpenvereins errichtet. Schnell erwies sich die Hütte als zu klein und bereits 1901 wurde ein zweites Gebäude nebenan erbaut. Letzteres wurde zwischen 1906 und 1912 nochmals zweimal wesentlich erweitert. Mit dem Anschluss des Trentinos an das Königreich Italien nach Ende des Ersten Weltkrieges ging die Hütte in den Besitz der Società degli Alpinisti Tridentini über.
Das Rifugio Vajolet ist eng mit dem Namen von Tita Piaz verbunden, einem der bekanntesten Alpinisten der Dolomiten. Er heiratete 1903 die Tochter des Hüttenwirtes und führte die Hütte jahrelang selbst, bis er wegen seiner offenen Opposition gegenüber dem Faschismus in den 1920er Jahren als Hüttenwirt abgelöst wurde. Er errichtete daraufhin das nur wenige Meter entfernte Rifugio Paul Preuss.

## Zugänge
- Von Gardeccia, 1948 m ⊙ auf Weg 546 (45 Minuten)
- Von Pera di Fassa, 1326 m ⊙ auf Weg 546 (3 Stunden)
- Vom Rifugio Ciampedie, 1998 m ⊙ auf Weg 540, 545 (1 Stunde 30 Minuten)

## Nachbarhütten und Übergänge
- Zum Rifugio Roda di Vaèl – Rotwandhütte, 2283 m ⊙ über den Passo delle Cigolade auf Weg 541 in 2 Stunden 30 Minuten
- Zum Rifugio Roda di Vaèl – Rotwandhütte, 2283 m ⊙ über den Passo delle Coronelle auf Weg 541, 550, 542, 549 in 3 Stunden 30 Minuten
- Zur Gartlhütte – Rifugio Re Alberto I, 2621 m ⊙ auf Weg 542 in 1 Stunde
- Zur Santnerpasshütte – Rifugio Passo Santner, 2734 m ⊙ auf Weg 542 in 1 Stunde 20 Minuten
- Zur Grasleitenpasshütte – Rifugio Passo Principe, 2601 m ⊙ auf Weg 584A in 1 Stunde 10 Minuten
- Zur Grasleitenhütte – Rifugio Bergamo, 2165 m ⊙ auf Weg 584A, 3A in 1 Stunde 45 Minuten
- Zum Rifugio Antermoia – Antermoiahütte, 2497 m ⊙ auf Weg 584 in 2 Stunden 20 Minuten